# コニー・チャン

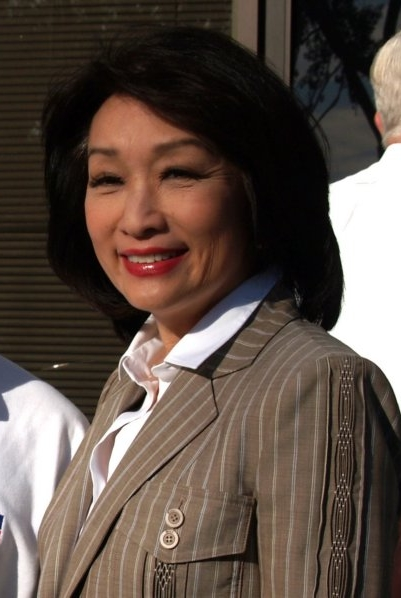
コニー・チャン（2008年）

コニー・チャン（英語: Connie Chung、中国語: 宗毓華＝Yu-Hwa Chung、1946年8月20日 - ）はアメリカ合衆国のテレビニュースキャスター・ジャーナリストである。ワシントンD.C.で台湾の外交官の子供として生まれた中国系アメリカ人で、メリーランド大学カレッジパーク校を1969年に卒業している。
1970年代初めにウォルター・クロンカイトのCBSイブニングニュースで、ワシントンD.C.詰め記者として勤めた。その後、ABC、NBC、CNN、MSNBCでニュースキャスターまたはジャーナリストとして活躍している。
米国テレビのトーク番組の司会者、モーリー・ボヴィッチ（Maury Povich）と1972年に結婚している。

## 参照項目
- バーバラ・ウォルターズ
- アン・カリー